# Dryopteris subconjuncta
Dryopteris subconjuncta är en träjonväxtart som beskrevs av Christ. Dryopteris subconjuncta ingår i släktet Dryopteris och familjen Dryopteridaceae. Inga underarter finns listade.